# یواس‌اس ابناکی (ای‌تی‌اف-۹۶)
یواس‌اس ابناکی (ای‌تی‌اف-۹۶) (به انگلیسی: USS Abnaki (ATF-96)) یک کشتی است که طول آن ۲۰۵ فوت (۶۲ متر) می‌باشد. این کشتی در سال ۱۹۴۳ ساخته شد.